# Жанторо Сатибалдијев
Жанторо Жолдошевич Сатибалдијев (кирг. Жанторо Жолдошевич Сатыбалдиев, рођен 6. јануара 1956) је бивши премијер Киргистана. Постављен је на дужност 5. септембра 2012. године након оставке Омурбека Бабанова услед распада парламентарне коалиције. Мандат је завршио 25. марта 2014. године када је на његово место постављен Џомарт Оторбајев.

## Биографија
Дипломирао је на Политехничком Институту Фрунзе 1979. У Узгенском рејону је радио као мајстор, надзорник и начелник на изградњи путева од 1980. до 1985. а од 1985. до 1992. је био главни инжењер „Јуждортрансстроја“. Од 1992. до 1996. је био заменик министра саобраћаја. Од 1996. до 1997. је био генерални директор генералне дирекције за реконструкцију и експлоатацију ауто-пута Бишкек-Ош. Од 1997. до 2000. је био министар саобраћаја и телекомуникација. Налазио се на челу државне администрације у Ошу од 2000. до 2001. године и градоначелник од 2001. до 2003. Од 2003. до 2004. је био специјални представник председника Киргистана за питања електроенергетске безбедности. Од 2005. до 2006. је био посланик. Од 2006. до 2007. је био на челу државне администрације Ошке области и гувернер-председнички представник јужног региона. Од 2010. до 2011. је био заменик премијера и генерални директор државне агенције за обнову и развој Оша и Џалал-Абада. Од 2011. до постављења за премијера био је шеф кабинета председника.

## Породица
Ожењен је и има четворо деце.